# Rosettlav
Rosettlav (Physcia aipolia) är en lavart som först beskrevs av Ehrh. ex Humb., och fick sitt nu gällande namn av Fürnr. Rosettlav ingår i släktet Physcia och familjen Physciaceae.  Arten är reproducerande i Sverige. Inga underarter finns listade i Catalogue of Life.
I den svenska databasen Dyntaxa används istället namnet Physcia alnophila för samma taxon.  Arten är reproducerande i Sverige.

## Källor

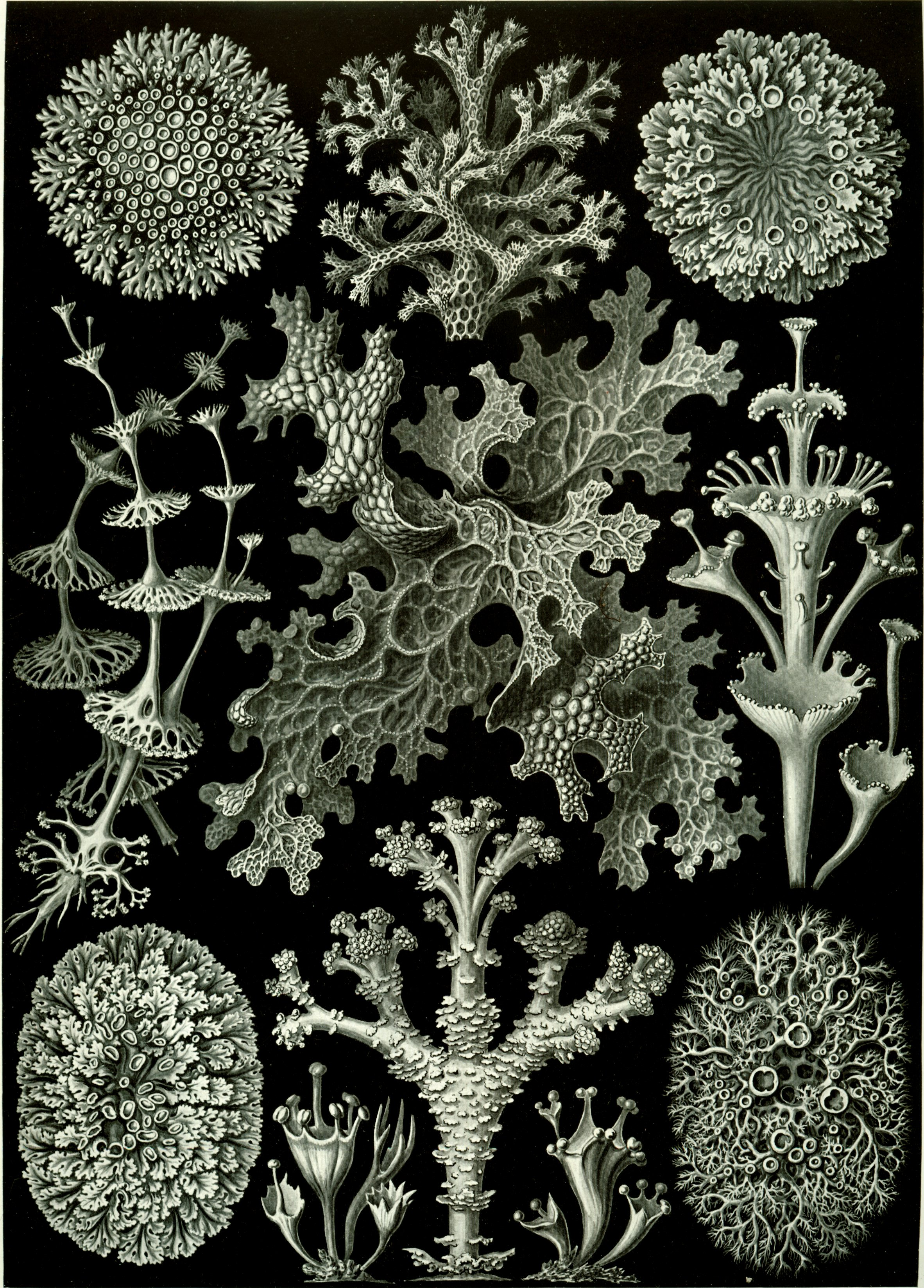
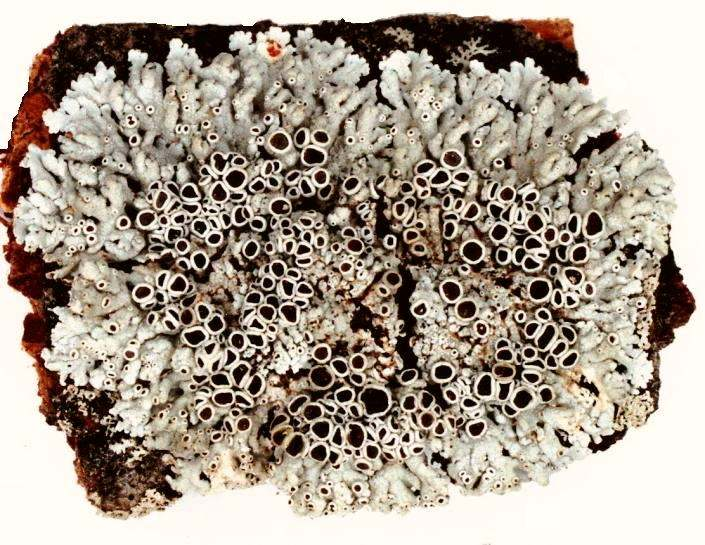
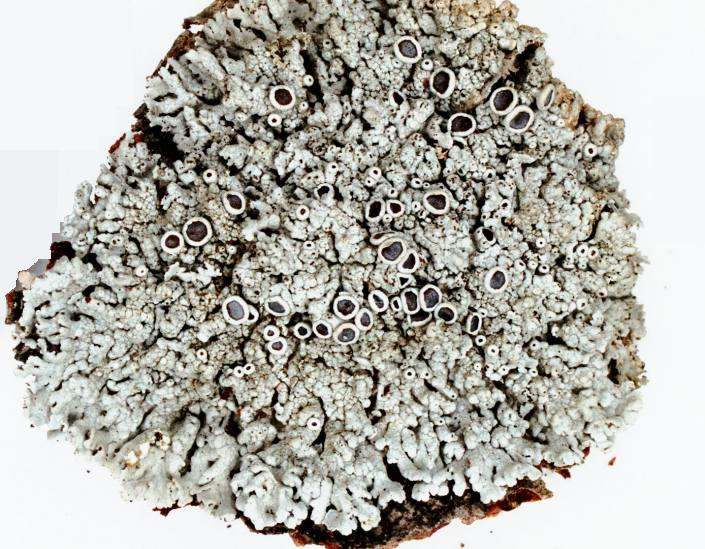